# Pierre Tasset
Pierre Tasset (Oupeye, 11 juni 1945 - 5 september 2006) was een Belgisch volksvertegenwoordiger.

## Levensloop
Na te zijn gepromoveerd tot licentiaat in de economische wetenschappen aan de Universiteit van Luik trad Tasset in dienst bij Colgate-Palmolive. 
Socialistisch militant geworden, nam zijn carrière een politieke wending. Op het lokale vlak werd hij in 1970 gemeenteraadslid van Oupeye, wat hij bleef tot aan zijn dood. In 1983 werd hij burgemeester. Hij was van 1977 tot 1983 ook voorzitter van de sociale huisvestingsmaatschappij Le Confort mosan. Beroepshalve was hij van 1972 tot 1977 attaché bij de Waalse economische raad en bij de Prijzencommissie. Van 1977 tot 1978 was hij kabinetsattaché bij minister Guy Mathot en van 1979 tot 1980 kabinetschef van staatssecretaris Bernard Anselme.
Voor de PS was hij van 1985 tot 1991 lid van de Kamer van volksvertegenwoordigers voor het arrondissement Luik en vervulde dit mandaat tot in 1991. Hij zetelde tevens in de Waalse Gewestraad en de Raad van de Franse Gemeenschap.
In de hevige strijd die uitbarstte binnen de socialistische partij in de federatie Luik, koos hij de zijde van Jean-Maurice Dehousse en José Happart. Het gevolg was dat hij van de lijst voor de wetgevende verkiezingen werd geweerd. Ook in het schepencollege van Oupeye ontstonden twisten en Tasset verenigde zijn aanhangers in een lokale beweging die hij als kenletters JMD gaf.
In 1994, niet weerhouden voor de officiële socialistische lijst, diende hij een eigen lijst in, Alternative socialiste, voor de gemeenteraadsverkiezingen. Hij had geen meerderheid, maar dankzij een coalitie met PSC en Ecolo kon hij nog drie jaar burgemeester blijven, tot in 1997. Hij werd uit de PS gestoten. Van 1998 tot 2000 was hij nog schepen en ambtenaar van de burgerlijke stand. Daarna zetelde hij op de oppositiebanken, waar ook de 'orthodoxe' socialisten zich bevonden. Hij bleef er zetelen tot aan zijn dood. Nog voor zijn overlijden hief hij Alternative socialiste op. Hij werd, tot aan het einde van de lopende legislatuur, opgevolgd door Marie-Pierre Tasset, zijn dochter, die opnieuw toetrad tot de Parti Socialiste. Bij de verkiezingen van 2006 was zijn neef Thierry Tasset kandidaat op de lijst van de PS.
In Oupeye is er een Rue Pierre Tasset.